# HIP 87023
HIP 87023 — звезда, которая находится в созвездии Скорпиона на расстоянии 3840 световых лет (1178 парсек) от Земли. Относится к жёлтым гигантам.

## Характеристики
HIP 87023 представляет собой звезду спектрального класса K3III. HIP 87023 не видна невооружённым глазом, поскольку имеет видимую звёздную величину +7.55.